# Тайпак (Акжаїцький район)
Тайпа́к (каз. Тайпақ) — село у складі Акжаїцького району Західноказахстанської області Казахстану. Адміністративний центр Тайпацького сільського округу.
У період 1887-1892 років село мало статус повітового міста. У радянські часи село називалось Калмиково, у період 1930-1997 років було центром Тайпацького району.
Населення — 4243 особи (2021; 4692 у 2009, 5070 у 1999, 4782 у 1989).